# Пол Уилямс (музикант)
Пол Хамилтън Уилямс младши (на английски: Paul Hamilton Williams, Jr.) (роден на 19 септември 1940 г.) е американски композитор, певец, текстописец, режисьор и актьор. Озвучава Пингвина в „Батман: Анимационният сериал“ и „Новите приключения на Батман“.

## Ранен живот
Уилямс е роден в семейството на Бърта Мей (родена Бърнсайд), домакиня, и Пол Хамилтън Улямс, архитектурен инженер. Баща му умира в автомобилна злополука през 1953, когато Уилямс е 13-годишен, след което Уилямс заживява с леля си.

## Личен живот
Женен е за писателката Мариана Уилямс. Двамата имат дъщеря на име Сара и син на име Коул. Уилямс има двама братя.